# Anne de Habsbourg-Toscane
Anne de Habsbourg-Toscane, née à Lindau, Empire allemand, le 17 octobre 1879, et morte à Baden-Baden, Allemagne de l'Ouest, le 30 mai 1961, est une archiduchesse d'Autriche et princesse de Toscane, devenue princesse zu Hohenlohe-Bartenstein par mariage en 1901.

## Biographie

### Famille
Seconde fille et sixième des dix enfants du grand-duc Ferdinand IV de Toscane (1835-1908) et de sa seconde épouse la princesse Alice de Bourbon-Parme (1849-1935), Anne de Habsbourg-Toscane naît à Lindau, le 17 octobre 1879. Lorsqu'elle naît, son père a déjà été déchu de son trône en 1860 et vit avec sa famille en Autriche-Hongrie, parfois à Lindau, mais essentiellement à Salzbourg où Anne passe son enfance et sa jeunesse.

### Mariage et descendance
Le 12 février 1901, Anne épouse à Salzbourg Johannes 7e prince zu Hohenlohe-Bartenstein depuis 1877, né au château de Bartenstein, le 20 août 1863 et mort au même lieu le 19 août 1921, fils de Karl Ludwig zu Hohenlohe-Bartenstein (1837-1877), chef de la branche cadette de sa maison, et Rose comtesse von Sternberg (1836-1918).
Le couple, établi au château de Bartenstein, devient parents de six enfants :
- Maria Rosa zu Hohenlohe-Bartenstein (née au château de Bartenstein le 21 décembre 1903 et morte à Lahr le 28 mai 1999), épouse en 1923 Josef Hugo Waldenmaier (1895-1976), directeur d'école, divorcés en 1928, dont deux fils ;
- Karl zu Hohenlohe-Bartenstein (né au château de Bartenstein le 20 octobre 1905 et mort dans un accident d'automobile à Unterbalbach, près de Königshofen, Bade, le 7 mai 1950), épouse en 1936 Clara baronne von Meyern-Hohenberg (1912-2001), dont trois enfants ;
- Albrecht zu Hohenlohe-Bartenstein (né au château de Bartenstein le 9 septembre 1906 et mort à Niederstetten le 23 janvier 1996), épouse en 1936 Therese comtesse von Geldern-Egmont (1911-2000), dont trois enfants ;
- Elisabeth zu Hohenlohe-Bartenstein (née au château de Bartenstein le 8 décembre 1907 et morte à Aigen Glas, près de Salzbourg, le 1er août 1927), célibataire ;
- Margarethe zu Hohenlohe-Bartenstein (née au château de Bartenstein le 14 février 1909 et morte à Rome le 22 décembre 1986), épouse en 1971 Raffaele Corsi nobile dei baroni di Turri e Maggio (1908-1988), sans postérité ;
- Friedrich zu Hohenlohe-Bartenstein (né à Aeschach, près de Lindau le 3 septembre 1910 et mort à Bonn-Bad Godesberg le 16 mai 1985), épouse en 1959 Marie-Claire Buet de Villars (1916-2012), dont une fille.

### Mort
Veuve depuis 1921, Anne de Habsbourg-Toscane meurt à Baden-Baden, le 30 mai 1961, à l'âge de 81 ans. Elle est inhumée dans la crypte du château de Bartenstein,.

## Honneur
Anne de Habsbourg-Toscane est :
- Dame noble de l'ordre de la Croix étoilée, Autriche-Hongrie.
- Récipiendaire de la médaille commémorative pour le mariage du Prince Ferdinand Ier et de Marie-Louise (1893)[4].